# Hubert L’Hoste
Hubert L’Hoste (* Oktober 1923 in Oberlinxweiler; † 1. August 1959 in Simferopol) war ein saarländischer Jungpionier, der im Vorfeld der Saarabstimmung 1935 als Paradepionier in die Sowjetunion verschickt wurde, dort vorübergehend in Lagern des Gulag landete und das Land nicht wieder verlassen durfte. Unter dem Titel Hubert im Wunderland erschienen zwei Bücher über Hubert L’Hoste – eines zu Propagandazwecken von seiner Quasi-Adoptivmutter Maria Osten in der Sowjetunion (1935) und eine dokumentarische Biographie von dem Autor und Drehbuchschreiber Wolfgang Brenner (2012).

## Kindheit und Familie
Als zweitjüngstes von sechs Kindern wuchs Hubert L'Hoste in einer kommunistisch geprägten Familie auf. Johann L'Hoste, Huberts Vater, war Bahnangestellter in der nahen Kreisstadt St. Wendel und gehörte zu den exponierten Aktivisten der saarländischen KPD. Ebenso wie die vier älteren Brüder Johann, Karl, Kurt und Roland engagierte sich auch Hubert früh bei den Jungen Pionieren, der Kinderorganisation der KPD. Lediglich das jüngste Kind der Familie, Anneliese, trat politisch nicht weiter in Erscheinung. Huberts Mutter Maria neigte stark dem Katholizismus zu, verhielt sich zu den politischen Aktivitäten ihres Mannes allerdings loyal. Politisch exponiert war die Familie auf zweierlei Weise: zum einen aufgrund der Stellung des Vaters innerhalb des 1919 in St. Ingbert gegründeten Saar-Ablegers der KPD, zum zweiten aufgrund der Tatsache, dass Oberlinxweiler, obwohl an die Bergbau- und Hüttenregion im südlichen Landesteil angrenzend, bereits im bäuerlich geprägten, konservativ-katholischen Nordosten des Saargebiets lag. Trotzdem kandidierte Johann L'Hoste erfolgreich auf Kreistagsebene und saß zeitweilig als Abgeordneter der saarländischen KPD im vom Völkerbund eingesetzten Saarbrücker Landesrat.
Das Saargebiet, eine traditionell zwischen Frankreich und Deutschland umkämpfte Region, unterstand laut Regelung des Versailler Vertrags bis zur Saarabstimmung 1935 dem Völkerbund. De facto bestimmten die Franzosen die Geschicke des Landes. Die saarländische KPD hatte sich 1923 an einem 100 Tage andauernden Streik gegen die vom französischen Staat zu Reparationszwecken ausgebeuteten Gruben beteiligt. Bis in die 1930er-Jahre hinein war die Agitation gegen den französischen Imperialismus ein zentrales Moment der Parteiarbeit.
Das änderte sich, als Hitler und die NSDAP 1933 in Deutschland die Macht ergriffen. Die für den Januar 1935 angesetzte Saarabstimmung, bei der die Bevölkerung über die Alternativen Beibehaltung des Völkerbundmandats, Anschluß an Frankreich oder Anschluß an Deutschland abstimmen sollte, wurde aus zwei Gründen zum Testfall: erstens als frühe Gelegenheit, den expansionistischen Bestrebungen des NS-Staats Paroli zu bieten, zweitens als Bewährungsprobe für das Einheitsfront-Konzept, welches die Komintern nach dem Scheitern des ultralinken Kurses der 1920er als neue Strategie propagierte. Die mit der anstehenden Abstimmung einhergehende Polarisierung in Anhänger der Deutschen Front (NSDAP, Zentrum, deutschnationale und konservative Kleinparteien) und Anhänger des Status quo (SPD, KPD, Dissidenten aus Zentrum und bürgerlichen Parteien) hatte auch für die Familie L'Hoste weitreichende Folgen. Soziale Isolierung, Morddrohungen sowie allgemein die Frage der persönlichen Zukunft nach einem Anschluss der Region an Deutschland warfen existenzielle Fragen auf.
Kontrastiert wurden diese durch das Engagement zahlreicher linker und bürgerlicher Aktivisten, die sich im Rahmen der Saarabstimmung für den Erhalt des Status quo engagierten. Die im Herbst 1933 bei der Familie einquartierten Komintern-Aktivisten Michail Kolzow und Maria Osten planten einen ungewöhnlichen Propagandacoup: Hubert solle als Vorzeigepionier eine Zeitlang in der Sowjetunion leben, während der Reise Tagebuch führen und quasi als lebendes Anschauungsobjekt Zeugnis ablegen für die weitverbreitete, auch bei den L'Hostes erfahrbare Armut in den kapitalistischen Ländern, den Kampf dagegen sowie – als Konterpart dazu – die gesellschaftlichen Errungenschaften in der Sowjetunion. Teils aus politischer Überzeugung, teils aus dem Motiv heraus, zumindest ein Familienmitglied in Sicherheit zu bringen, ließ sich die Familie auf den Vorschlag ein.

## Vorzeigepionier aus dem Saargebiet (1934–1941)
Im Oktober 1933 reiste Hubert L'Hoste nach Paris, von dort aus mit Maria Osten über Basel und Prag nach Moskau. Zusammen mit der Schriftstellerverbands-Aktivistin Osten und dem unter anderem für die Prawda tätigen Journalisten Michail Kolzow lebte er im Haus an der Moskwa, einer weiträumigen, in der Nähe des Gorki-Parks gelegenen Wohnanlage, in welcher zahlreiche Mitglieder der Nomenklatura sowie namhafte Intellektuelle sowie sonstige Stützen des Regimes lebten. Ab 1934 besuchte er die Deutsche Polytechnische Arbeitsschule Karl Liebknecht. Parallel arbeiteten Maria Osten und Michail Kolzow an der propagandistischen Vermarktung von Hubert L'Hostes Biografie. Im Rahmen arrangierter Treffen lernte der Elfjährige unter anderem den populären Reitergeneral Budjonny und den sowjetischen Marschall Tuchatschewski kennen, darüber hinaus auch einen bekannten Landsmann – den aus Merzig stammenden Schriftsteller Gustav Regler. Höhepunkt der biografischen Vermarktung war Maria Ostens als Jugendbuch konzipierte Veröffentlichung Hubert im Wunderland. Tage und Taten eines deutschen Pioniers, welche 1935 in Michail Kolzows Jurgaz-Verlag erschien. Das Vorwort zum Buch steuerte der Komintern-Vorsitzende Georgi Dimitrow bei.
Trotz oder auch wegen seines zeitweiligen Bekanntheitsgrades (nach dem Erscheinen von Hubert im Wunderland wurden eine Reihe von Plätzen, Straßen und Betrieben nach Hubert L'Hoste benannt) verliefen die Jahre bis zum Kriegsausbruch für Hubert äußerst wechselhaft. Zu massiven Schwierigkeiten, sich in die neue Umgebung einzuleben, Konflikten aufgrund seines exponierten Status sowie einem zeitweiligen Hang, die vorgegebene Rolle überzuerfüllen, kam die Tatsache, dass Maria Osten und Michail Kolzow zunehmend in Kampagnen außerhalb der Sowjetunion eingespannt waren. Als ehemalige Mitarbeiterin des Malik-Verlags nahm Maria Osten eine wichtige Schnittstellen-Funktion zwischen westlichen Exil-Schriftstellern und der Komintern ein. Zur Unterstützung der antifaschistischen Einheitsfront arbeitete sie unter anderem mit Bertolt Brecht, Ernst Busch, Erich Weinert und Ludwig Marcuse zusammen. 1936 überredete sie Lion Feuchtwanger zu seiner später stark umstrittenen Reise in die Sowjetunion. Mit dem Beginn des Spanischen Bürgerkriegs weiteten Kolzow und Osten ihre Aktivitäten auf Spanien aus. Im Madrider Hotel Gaylord trafen sie unter anderem auf Ernest Hemingway, der beide in seinem Roman Wem die Stunde schlägt als Nebenfiguren auftreten ließ. Für Hubert L'Hoste brachte Maria Ostens Spanien-Engagement ebenfalls eine Veränderung: In Spanien adoptierte Maria Osten den Waisenjungen Jusik, der ebenfalls in die Moskauer Wohnung einzog.
Weitgehend auf sich allein gestellt, rebellierte der ehemalige Starpionier mehr und mehr gegen die Anforderungen, die an ihn herangetragen wurden. L'Hostes schulische Leistungen verschlechterten sich zunehmend. Michail Kolzow und Maria Osten hatten sich aufgrund ihrer Aktivitäten kaum um Hubert kümmern können. Als Intellektuelle gerieten sie darüber hinaus zunehmend in den Sog der stalinistischen Säuberungswellen Ende der 1930er Jahre. Ungeachtet eigener Insiderkenntnisse über die Praktiken des NKWD in Spanien und im Wissen, dass Stalin den Spanienkämpfern generell misstraute, kehrte Kolzow im Oktober 1937 in die Sowjetunion zurück. Im Dezember 1938 wurde er verhaftet und im Februar 1940 schließlich als Trotzkist verurteilt und hingerichtet. Nach der Verhaftung übernahm L'Hoste zusammen mit seiner Partnerin, einer Studentin, die verwaiste Wohnung. Dort kam es zu einem letzten Zusammentreffen mit Maria Osten. Osten war trotz Kolzows Warnung, ihm in die Sowjetunion zu folgen, dorthin zurückgekehrt, um Kolzow zu helfen. Ihr Ziehsohn weigerte sich jedoch, ihr als Frau eines „Volksfeindes“ Einlass zu gewähren. Osten musste ein Hotel aufsuchen. Osten, zwischenzeitlich beruflich und sozial isoliert und mit dem Stigma der „Versöhnlerin“ behaftet, wurde wenig später – unter anderem auf Betreiben von Walter Ulbricht und Kurt Funk (Herbert Wehner) – aus der Partei ausgeschlossen und vermutlich im September 1942 als angebliche Spionin erschossen. Hubert L'Hoste, schulisch erfolglos, absolvierte zwischenzeitlich – durch Vermittlung von Kolzows Bruder, dem Karikaturisten Boris Jefimow – eine Ausbildung zum Elektromechaniker.

## Abstieg (1941–1959)
Mit dem Beginn des deutschen Überfalls auf die Sowjetunion 1941 verschlechterten sich die Lebensbedingungen von Hubert L'Hoste drastisch. Am 28. September 1941 wurden die in Moskau lebenden Deutschen in die Gegend um die kasachische Stadt Karaganda zwangsumgesiedelt. Dort trafen sie auf die im Zuge der Entkulakisierung umgesiedelten Bauern und ihre Familien. Hubert L'Hoste wurde Landarbeiter in einem Kolchos, wo er – als Verbannter – von seinen Vorgesetzten drangsaliert wurde. In Karaganda kam es unter anderem zu einem Zusammentreffen mit Wolfgang Leonhard, einem weiteren ehemaligen Jugendlichen aus der Moskauer Wohnanlage. Zwischenstation in Karaganda machten auch Teile des Führungskaders der Exil-KPD, darunter auch Walter Ulbricht. Trotz öffentlicher Maßregelungen seitens Ulbricht und der harten Arbeit gelang es Hubert, sich in der kasachischen Steppe eine neue Lebensperspektive aufzubauen. Dank seines handwerklichen Geschicks bekam er mit der Zeit bessere Arbeit. Gegen Ende des Krieges heiratete er die Deutschrussin Amelie. Etwas später kam seine Tochter Ella zur Welt.
Der Kontakt zur Familie war seit Beginn des Krieges gänzlich abgerissen. Die L'Hostes hatten nach dem Ende der Saarabstimmung das Saargebiet verlassen. Zunächst kamen sie bei Verwandten in der Nähe von Thionville unter. In den für die Saar-Flüchtlinge, insgesamt etwa 8.000 Personen, errichteten Lagern herrschten katastrophale Zustände. Viele zogen es wegen der unhaltbaren Zustände vor, wieder nach Deutschland zurückzukehren. Viele derjenigen, die blieben, galten als staatenlos und erhielten vom Völkerbund den sogenannten Nansen-Pass. Die französische Regierung konzentrierte das Gros der Saar-Exilanten schließlich in der Nähe von Bordeaux. Die Familie ließ sich nach mehreren Umzügen in der nordfranzösischen, an der Grenze zu Belgien gelegenen Kleinstadt Charleville-Mézières nieder. Die drei ältesten Söhne dienten nach Ausbruch des Zweiten Weltkriegs in der französischen Armee. Johann und Kurt wurden als Kriegsgefangene in sogenannten Stalags interniert. Kurt, der dritte Sohn, der bei der französischen Expeditionstruppe in Syrien gekämpft hatte, landete nach mehreren Stationen im Konzentrationslager Dachau. Roland, der jüngste Bruder, wurde in Siegburg interniert. Johann L'Hoste durchlief ebenfalls mehrere deutsche Lager und war einer der Überlebenden des Todesmarschs vom KZ Flossenbürg nach Dachau im April 1945. Dort traf er auf seinen zweitjüngsten, aufgrund einer Typhusinfektion im Sterben liegenden Sohn Roland.
Trotz der gemachten Erfahrungen kehrte die Familie nach dem Krieg ins Saarland zurück. Lediglich Anneliese, die zwischenzeitlich geheiratet hatte, blieb in Frankreich. Bemühungen, den Verbleib von Hubert ausfindig zu machen – unter anderem über den Suchdienst des Roten Kreuzes und mittels Eingaben beim Politbüro der KPdSU – blieben zunächst ohne Ergebnis. Zufälle und Missverständnisse hatten zwischenzeitlich auch in Huberts Leben zu dramatischen Verschlechterungen geführt. Wegen Diebstahls von Betriebseigentum wurde er 1946 zu fünf Jahren Lagerhaft verurteilt und als gebrochener Mann 1951 entlassen. Hubert L'Hoste kam nach seiner Freilassung auf die Idee, zu seiner saarländischen Familie zurückzukehren. Seine Anträge auf Ausreise wurden abgelehnt. Wenig später wurde L'Hoste wegen unerlaubten Betretens eines Kriegsgefangenenlagers erneut zu einer Gefängnisstrafe verurteilt, diesmal zu einer normalen Haftstrafe von fünf Jahren, die er zusammen mit gewöhnlichen Kriminellen in einem normalen Gefängnis absaß.
Nach seiner bereits in die Zeit der Entstalinisierung fallenden Entlassung 1956 versuchten die staatlichen Stellen, den ehemaligen Vorzeigepionier mit einzelnen Zugeständnissen ruhigzustellen. Hubert L'Hoste erhielt unter anderem aufgrund der Fürsprache von Boris Jefimow die Erlaubnis, mit seiner Familie auf die Krim umzuziehen. Eine weitere Konzession war das langersehnte Treffen mit der Mutter, zu dem es 1958 kam. Hubert L'Hoste war mittlerweile allerdings verbittert und von seinen Erfahrungen gezeichnet, darüber hinaus schwer krank. Aufgrund nicht entdeckter Gallensteine starb er 1959 im Kreiskrankenhaus der Stadt Simferopol im Alter von 35 Jahren an einem Blinddarmdurchbruch.

## Hubert im Wunderland
Hubert L'Hostes Biografie wurde in zwei Büchern mit dem gleichen Titel beschrieben. Das erste, verfasst von Maria Osten, erschien lediglich in russischer Sprache mit dem Titelzusatz Tage und Taten eines deutschen Pioniers. Es basiert angeblich auf Huberts Aufzeichnungen unmittelbar nach seiner Ankunft in der Sowjetunion und diente im Wesentlichen der stalinistischen Propaganda. Gegen Ostens Intervention wurden Teile ihres Buches schließlich auf Radio Moskau gesendet – einem Sender, der vor allem von regimekritischen Personen in Deutschland empfangen wurde. Über Ostens Bedenken, dass der Text für eine erwachsene Hörerschaft zu kindlich und unvermittelt sei, setzte sich die Leiterin von Kolzows Verlag, vermutlich mit Einverständnis von Kolzow selbst, hinweg. Wie der Buchtitel Hubert im Wunderland bereits andeutet, handelt es sich bei Ostens Buch um ein Propagandawerk, das die Vorzüge der Sowjetunion in möglichst leuchtenden Farben schildern sollte.
Für die großen Verlage in Deutschland war die Geschichte der L'Hostes kein Thema. Der Schriftsteller und Drehbuchautor Wolfgang Brenner, der in seinem 2012 erschienenen Titel Hubert im Wunderland die Geschichte des saarländischen Jungpioniers aus Oberlinxweiler erneut aufgriff, gab in einem Interview zur Kenntnis, dass es nicht einfach gewesen sei, den Stoff unterzubringen – weswegen das Buch schließlich bei einem regional verankerten Verlag, dem Saarbrücker Conte Verlag, erschienen sei. Brenner erzählt die Geschichte von Hubert L’Hoste und seiner Familie als für die Zeitepoche nicht untypisch: als die Geschichte einzelner Individuen, die unter die Räder der großen Weltpolitik des 20. Jahrhunderts gerieten – und sowohl mit dem Nationalsozialismus als auch dem Stalinismus unmittelbare Bekanntschaft machten.